# Bontang FC
Bontang Football Club é um clube de futebol da Indonésia.
É sediado na cidade de Bontang, na ilha de Borneo.
O clube foi fundado em 18 de junho de 1988.

## Patrocinadores
- Prefeitura de Bontang
- Specs